# Taiúva
Taiúva este un oraș în São Paulo (SP), Brazilia.